# Eksploatyka
Eksploatyka (teoria eksploatacji) – nauka o eksploatacji urządzeń technicznych oraz o zjawiskach wspólnych dla wszystkich systemów eksploatacji. 